# .jobs
.jobs是互聯網域名系統中的贊助類頂級域。顧名思義，該域名僅限於與就業相關的網站。該域名於2005年4月8日獲得ICANN的批准，2005年9月投入使用。2013年，域名持有者Employ Media與鮑仁君領導的Cnjobs合作，拓展中國市場。

## 軼聞
該域名與蘋果公司創始人史蒂夫·賈伯斯的姓氏“Jobs”拼寫形式相同。因注冊性質所限，域名steve.jobs被長期保留。